# Triatoma infestans

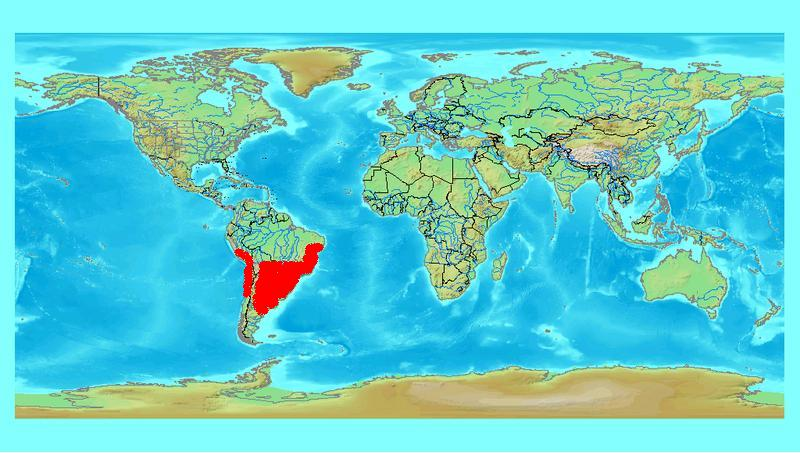
Verbreitungsgebiet von Triatoma infestans in Südamerika, Stand Januar 2009

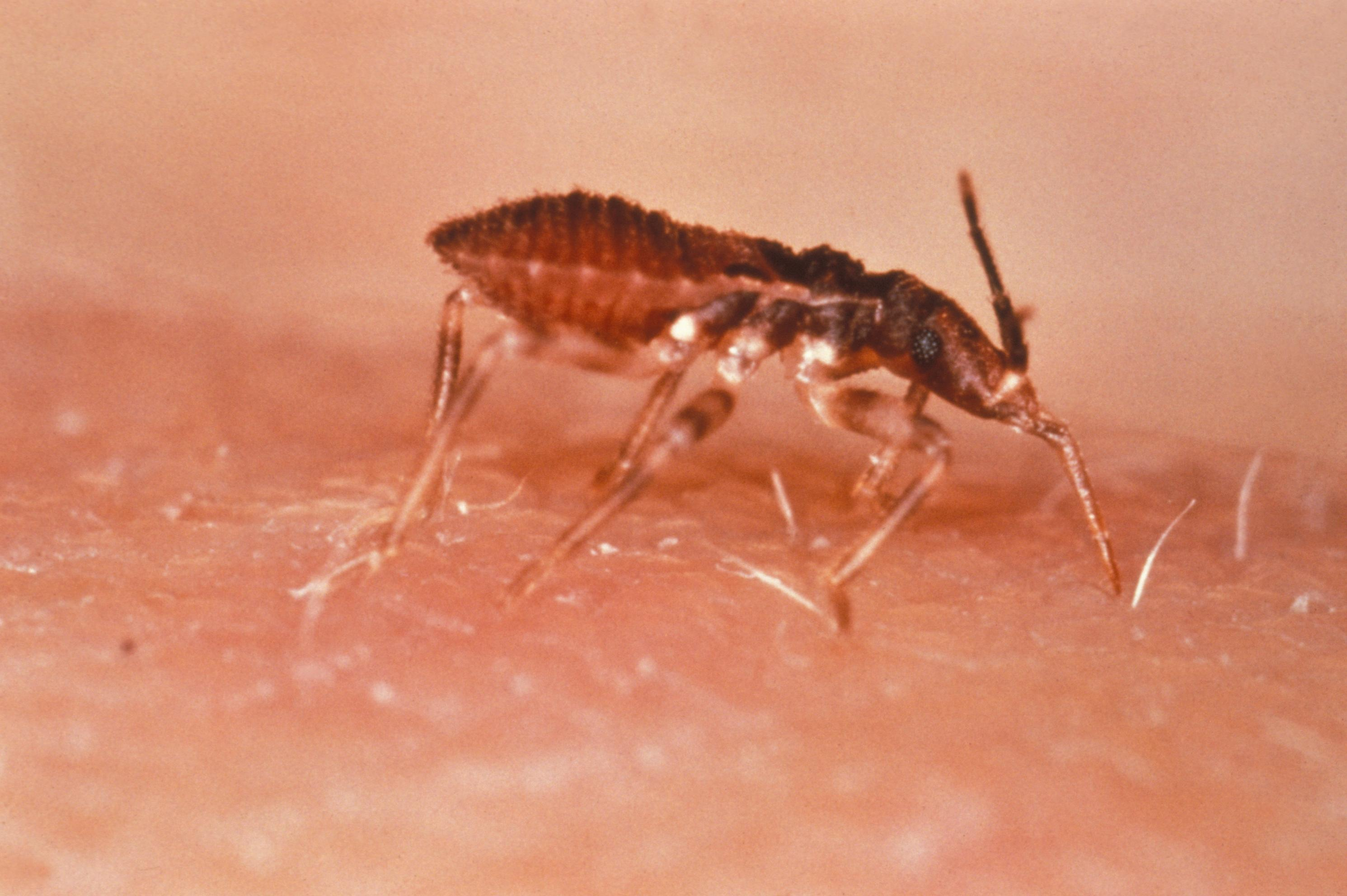
Triatoma infestans im 1. Nymphenstadium auf menschlicher Haut

Triatoma infestans, in Südamerika vor allem als Vinchuca, Benchuca oder auch Barbeiro bekannt, gehört zur Familie der Raubwanzen (Reduviidae). Wie alle Arten der Unterfamilie Triatominae saugt sie das Blut von Säugetieren und Vögeln und befällt auch den Menschen. Sie ist der am meisten verbreitete Überträger der Chagas-Krankheit.

## Verbreitung
Diese Raubwanze ist im Südkegel des südamerikanischen Kontinents weit verbreitet. Ihr ursprünglicher Lebensraum umfasst die Staaten Bolivien, Argentinien, Paraguay, Chile, Brasilien, Peru und vormals Uruguay. In allen Staaten lebt Triatoma infestans in Häusern und Ställen oder in der Umgebung menschlicher Behausungen. Nur aus Bolivien sind Populationen bekannt, die in den Wäldern in felsigen Gegenden vorkommen, und sich hauptsächlich vom Blut wilder Meerschweinchen ernähren.

## Lebensweise
Angelockt von verschiedenen chemischen Verbindungen, hauptsächlich dem von Menschen und Tieren ausgeatmeten Kohlenstoffdioxid, befallen die Wanzen oft in großer Zahl Tiere oder Menschen. Schon Charles Darwin beschreibt den Saugvorgang in Journal and Remarks, allgemein bekannt als The Voyage of the Beagle oder Reise eines Naturforschers um die Welt. Im Eintrag vom 25. März 1835 heißt es: „Es war merkwürdig, den Körper des Insekts während des Saugens zu beobachten, da er sich in weniger als zehn Minuten von einer flachen Form wie eine Oblate zu einer förmlichen Kugel verwandelte. Diese eine Mahlzeit, für welche die Vinchuca einem unserer Offiziere Dank schuldig war, hielt sie ganze vier Monate fett; aber nach den ersten vierzehn Tagen war sie völlig bereit, noch einmal zu saugen.“

## Krankheitsüberträger
Triatoma infestans ist neben anderen Vertretern der Triatominae ein Überträger der Chagas-Krankheit, die 1909 von Carlos Chagas beschrieben wurde. Dabei entdeckte Chagas als Erreger der Krankheit den einzelligen Parasiten Trypanosoma cruzi, den er nach dem südamerikanischen Mediziner Oswaldo Cruz benannte.
Der Erreger wird aber nicht, wie ursprünglich angenommen, durch den Stich der Wanze in das Blut direkt übertragen, sondern durch die Exkremente, die während des Saugvorgangs ausgeschieden werden. Diese kommen später durch Reiben und Kratzen in die Wunde oder auf die Schleimhäute.
Neben dem Schutz der Menschen durch gut schließende Moskitonetze werden nur Bekämpfungsmaßnahmen gegen die Raubwanzen als Mittel gegen die Ausbreitung der Krankheit angesehen, da noch keine Impfstoffe gefunden wurden. Die Maßnahmen werden im Rahmen der Southern Cone Initiative von der amerikanischen Gesundheitsorganisation PAHO koordiniert.
In Uruguay gilt die Vinchuca seit dem Jahr 2012 als ausgerottet.